# Bakoldaana
De bakoldaana, ofwel waarzegger / tovenaar, is een belangrijke figuur in traditionele dorpen in Noord-Ghana. Hij wordt geacht de toekomst te kunnen voorspellen en door het raadplegen van de goden antwoord te kunnen geven op levensvragen. In elk Ghanees dorp resideren wel enkele bakoldaana's, die voor het offer van een kip of parelhoen bereid zijn iemands vraag te beantwoorden.